# Astronesthes gemmifer
Astronesthes gemmifer es una especie de pez de la familia Stomiidae en el orden de los Stomiiformes.

## Morfología
• Los machos pueden llegar alcanzar los 17 cm de longitud total.

## Alimentación
Come peces hueso y crustáceos.

## Hábitat
Es un pez de mar y de aguas profundas que vive entre 0-2.400 m de profundidad.

## Distribución geográfica
Se encuentra en el Índico, el Pacífico y el  Atlántico.